# التلفزيون البريطاني في 1972
هذه قائمة بالأحداث المتعلقة التي حدثت بالتلفزيون البريطاني منذ عام 1972.

## الأحداث

### يناير
- 19 يناير - أعلنت حكومة إدوارد هيث رفع جميع القيود المفروضة على ساعات البث في التلفزيون والراديو.

### فبراير
- لا أحداث.

### مارس
- 1 مارس - تبدأ شركة Border البث بالألوان من جهاز إرسال Selkirk .
- 25 مارس - أقيمت مسابقة الأغنية الأوروبية السابعة عشرة في Usher Hall في إدنبرة. فازت لوكسمبورغ في المسابقة بأغنية " Après toi " التي غنتها فيكي لياندروس .

### أبريل
- 4 أبريل - بعد ثلاث سنوات من الخطوبة، تزوجت إميلي نوجنت من إرنست بيشوب في شارع التتويج .

### مايو
- لا أحداث.

### يونيو
- أصبحت أغنية "Light and Tuneful" هي النغمة الافتتاحية الجديدة لتغطية بي بي سي لبطولات ويمبلدون للتنس .

### يوليو
- 8 يوليو - تبث غرناطة برنامج شارع سمسم لأول مرة.
- 24 يوليو - تم تغيير اسم هيئة التلفزيون المستقلة (ITA) إلى هيئة البث المستقلة (IBA).

### أغسطس
- 26 أغسطس - 11 سبتمبر - بثت كل من BBC و ITV تغطية كاملة للألعاب الأولمبية الصيفية لعام 1972 حيث قدمت BBC حوالي ثماني ساعات في اليوم من التغطية الحية كل يوم.

### سبتمبر
- 11 سبتمبر - بدأت Nationwide البث خمسة أيام في الأسبوع. في السابق، كان يتم بثه فقط يومي الثلاثاء والخميس.

### أكتوبر
- 1 أكتوبر - تلفزيون لندن ويك إند يطلق أول برنامج سياسي في المملكة المتحدة يوم الأحد - ويك إند وورلد . استمر حتى عام 1988.
- 2 أكتوبر - بعد رفع القيود المفروضة على ساعات البث، سُمح لقناة BBC1 و ITV ببدء البث خلال النهار. ينطلق جدول المساء على قناة BBC1 مع الإصدار الأول من برنامج مجلة Pebble Mill at One الجديد وقت الغداء.
- 16 أكتوبر - ITV تطلق خدمتها المسائية. كجزء من الخدمة الجديدة، يتم بث الإصدار الأول من Emmerdale Farm ويتم عرض أول برنامج إخباري لوقت الغداء على ITV ، First Report . تظهر مدارس ITV الآن في كتلة صباحية واحدة، بين الساعة 0930 و 1200.
- 23 أكتوبر - أعلنت بي بي سي أن أعمال التطوير قد بدأت في خدمة النص التليفزيوني سيفاكس .

### نوفمبر
- لا أحداث.

### ديسمبر
- 30 ديسمبر - بثت البي بي سي الجزء الأول من «الأطباء الثلاثة» ، وهو مسلسل من أربعة أجزاء من برنامج الخيال العلمي دكتور هو الذي ابتكره للاحتفال بمسلسله العاشر (لن تكون الذكرى العاشرة حتى 23 نوفمبر من العام التالي).

### غير معروف
- تم تحويل خدمة مدارس وكليات بي بي سي إلى اللون وبدأت في استخدام الهوية الماسية، والتي ظلت حتى عام 1977.
- يصرح وزير البريد والاتصالات في المملكة المتحدة بخمس قنوات تلفزيونية محلية تجريبية عبر الكابل.[1]
- افتتحت London Weekend Television استوديوهاتها المبنية لهذا الغرض والتي تسمى The London Studios على الرغم من أنها لم تكن تعمل بشكل كامل حتى عام 1974.

## لأول مرة

### بي بي سي الأولى
- 3 يناير - ماندوغ (1972)
- 6 يناير - The Brighton Belle (1972)
- 9 يناير - إنجلبرت مع الجيل الشاب (1972)
- 13 يناير - مغامرات السير برانسيلوت (1972)
- 16 يناير - حجر القمر (1972)
- 3 فبراير - ستة مع ريكس (1972)
- 11 فبراير - رجل سكوبي (1972)
- 19 فبراير - The Befrienders (1972)
- 20 فبراير - آن غرين جابلز (1972)
- 21 فبراير - الفوج (1972-1973)
- 1 مارس - كريستال تيبس وأليستير (1972-1974)
- 10 مارس - الأخوة (1972-1976)
- 13 مارس - Spy Trap (1972–1975)
- 23 مارس - إنها جريمة قتل لكن هل هي فن؟ (1972)
- 4 نيسان (أبريل) - Newsround (1972 حتى الآن)
- 5 أبريل - اللورد بيتر ويمسي (1972-1975)
- 10 أبريل - حكايات من Lazy Acre (1972)
- 12 مايو - الرجل في الخارج (1972)
- 15 يونيو - The Burke Special (1972–1976)
- 30 يونيو - الملفوف والملوك (1972-1974)
- 10 يوليو - الطيور في الأدغال (1972)
- 27 يوليو - لهم (1972)
- 16 أغسطس - ممنوع الخروج (1972)
- 8 سبتمبر - هل يتم تقديم الخدمة لك؟ (1972-1985)
- 11 أيلول (سبتمبر) - العقل المدبر (1972 حتى الآن)
- 14 سبتمبر - سايكس (1972-1979)
- 19 سبتمبر - زوجتي المجاور (1972)
- 25 سبتمبر - The Long Chase (1972)
- 2 أكتوبر - Pebble Mill at One (1972-1986)
- 8 أكتوبر - الثقب في الحائط (1972)
- 19 تشرين الأول (أكتوبر) - كولديتز (1972-1974)
- 16 تشرين الثاني (نوفمبر) - برنامج الفيلم (1972 حتى الآن)
- 26 نوفمبر - كرانفورد (1972)
- 15 ديسمبر - حطام الأرقام القياسية (1972-2001)
- 27 ديسمبر - الخميس الطفل (1972-1973)

### بي بي سي الثانية
- 6 يناير - ظل البرج (1972)
- 8 يناير - طرق الرؤية (1972)
- 16 يناير - حتى الأحد (1972-1973)
- 30 يناير - رجل سترو (1972)
- 18 فبراير - Clochemerle (1972)
- 9 أبريل - عشيقة هاردويك (1972)
- 21 أبريل - ما وراء نكتة (1972)
- 23 أبريل - The Lotus Eaters (1972–1973)
- 4 مايو - The Golden Bowl (1972)
- 5 يونيو - صاحب السيادة يسلي (1972)
- 13 يونيو - The Sextet (1972)
- 15 يونيو - الزوار (1972)
- 20 يوليو - إيما (1972)
- 31 أغسطس - الحب والسيد لويسهام (1972)
- 15 سبتمبر - توقيت مايكل بنتين (1972)
- 24 سبتمبر - ستة وجوه (1972)
- 28 سبتمبر - الحرب والسلام (1972-1973)
- 1 أكتوبر - ميليجان في ... (1972-1973)
- 8 أكتوبر - سكوب (1972)
- 5 نوفمبر - ميت من الليل (1972)
- 21 نوفمبر - الإدوارديون (1972-1973)
- 26 تشرين الثاني (نوفمبر) - غروبستريت (1972-1973)
- 3 ديسمبر - ولكن بجدية، إنها شيلا هانكوك (1972)

### آي تي في
- 2 يناير - الدخيل (1972)
- 3 يناير - المتحدون (1972)
- 8 يناير - من تفعل؟ (1972-1976)
- 19 يناير - حبل مشدود (1972)
- 21 يناير - شبكة سبايدر (1972)
- 23 يناير - آدم سميث (1972-1973)
- 14 فبراير - المنزل وخارجه (1972)
- 15 فبراير - روماني جونز (1972-1975)
- 19 فبراير - يلتقي الطرفان (1972)
- 24 فبراير - سيدتي الطيبة (1972-1974)
- 27 فبراير - المدعون (1972)
- 7 مارس - ديس (1972)
- 4 أبريل - مكان في الشمس (1972)
- 7 أبريل - عالم شيرلي (1972)
- 8 أبريل - من المضحك أن تقول ذلك (1972)
- 9 أبريل - الطبيب المسؤول (1972-1973)
- 10 أبريل -
  - العفو عن جني (1972-1973)
  - ستة أيام من العدالة (1972-1975)
- 12 أبريل - المسرح الليلي المتأخر (1972-1974)
- 13 نيسان (أبريل) - أحب جارك (1972-1976)
- 14 أبريل - Clapperboard (1972-1982)
- 16 أبريل - المنظمة (1972)
- 19 أبريل - الهروب في الليل (1972)
- 22 أبريل - سكوتلاند يارد الجديدة (1972-1974)
- 14 مايو - The Frighteners (1972)
- 20 مايو - القطار يقف الآن (1972-1973)
- 31 مايو - التحليق في خطر (1972)
- 5 يونيو - ألكوك وجاندر (1972)
- 2 يوليو - <i id="mwAWw">الأوغاد</i> (1972)
- 7 يوليو - في لبيني (1972)
- 21 يوليو - الرجل من هافن (1972)
- 15 أغسطس - Whodunnit؟ (1972–1978)
- 18 أغسطس - أغلق هذا الباب! (1972-1973)
- 20 أغسطس - شؤون الدولة (1972)
- 1 سبتمبر -
  - هولي (1972)
  - قوس قزح (1972-1992 ، 1994-1997)
- 7 سبتمبر - عائلة شتراوس (1972)
- 13 سبتمبر - فان دير فالك ( 1972-1973 ، 1977 ، 1991-1992 ، 2020)
- 17 سبتمبر - مغامرات الجمال الأسود (1972-1974)
- 27 سبتمبر - The Pathfinders (1972-1973)
- 29 سبتمبر -
  - المغامر (1972-1973)
  - الحماة (1972-1974)
  - مغامرات مادلين الجديدة (1972-1981)
- 1 تشرين الأول (أكتوبر) - عطلة نهاية الأسبوع العالمية (1972-1988)
- 11 أكتوبر - محكمة التاج (1972-1984)
- 16 أكتوبر - مزرعة إيميرديل (1972 حتى الآن)
- 17 أكتوبر - عودة هارييت إلى المدينة (1972-1973)
- 19 أكتوبر - المستشفى العام (1972-1979)
- 21 أكتوبر: راسل هارتي بلس (1972-1977).
- 23 أكتوبر - الربيع والخريف (1972–1976)
- 31 تشرين الأول (أكتوبر) - ثلاثون دقيقة (1972-1973)
- 17 نوفمبر - أفضل نصف ساعة في Turnbull (1972)
- 18 نوفمبر - The Reg Varney Revue (1972)
- 4 ديسمبر - السهم الأسود (1972-1975)
- 6 كانون الأول (ديسمبر) - آرثر البريطاني (1972-1973)

## البرامج التلفزيونية المستمرة

### عشرينيات القرن الماضي
- بي بي سي ويمبلدون (1927-1939 ، 1946-2019 ، 2021 حتى الآن)

### الثلاثينيات
- سباق القوارب (1938-1939 ، 1946-2019)
- بي بي سي للكريكيت (1939 ، 1946-1999 ، 2020-2024)

### الأربعينيات
- شاهد مع الأم (1946-1973)
- تعال للرقص (1949-1998)

### الخمسينيات
- الأيام الخوالي (1953-1983)
- بانوراما (1953 حتى الآن)
- ديكسون دوك جرين (1955-1976)
- ممتاز جدا (1955-1984، 2020 إلى الوقت الحاضر)
- فرصة نوكس (1956-1978 ، 1987-1990)
- هذا الأسبوع (1956-1978 ، 1986-1992)
- مسرح الكرسي (1956-1974) [2]
- ماذا تقول الأوراق (1956-2008)
- السماء في الليل (1957 إلى الوقت الحاضر)
- بلو بيتر (1958 إلى الوقت الحاضر)
- المدرج (1958-2007)

### الستينيات
- شارع التتويج (1960 إلى الوقت الحاضر)
- أغاني التسبيح (1961 - حتى الآن)
- ستيبتو وابنه (1962-1965 ، 1970-1974)
- سيارات زي (1962-1978)
- سحر الحيوان (1962-1983)
- دكتور هو (1963-1989 ، 2005 حتى الآن)
- العالم في العمل (1963-1998)
- توب أوف ذا بوبس (1964-2006)
- مباراة اليوم (1964 حتى الآن)
- مفترق طرق (1964-1988 ، 2001-2003)
- مدرسة اللعب (1964-1988)
- السيد والسيدة (1964-1999)
- اتصل بي بلاف (1965-2005)
- عالم الرياضة (1965-1985)
- جاكانوري (1965-1996 ، 2006)
- سبورتس نايت (1965-1997)
- إنها ضربة قاضية (1966-1982 ، 1999-2001)
- برنامج المال (1966-2010)
- الطلقة الذهبية (1967-1975)
- مسرح ITV (1967-1982)
- الأب، الأب العزيز (1968-1973)
- جيش أبي (1968-1977)
- العقعق (1968-1980)
- المباراة الكبيرة (1968-2002)
- في الحافلات (1969-1973)
- كلانجرز (1969-1974)
- سيرك مونتي بايثون الطائر (1969-1974 ، 2015 إلى الوقت الحاضر)
- على الصعيد الوطني (1969-1983)
- اختبار الشاشة (1969-1984)

### السبعينيات
- الأشياء الجيدة (1970-1982)
- . . . والأم تصنع ثلاثة (1971-1973)
- عصابة شارع فين (1971-1973)
- فوليفوت (1971-1973)
- الطابق العلوي، الطابق السفلي (1971-1975 ، 2010-2012)
- خط أوندين (1971-1980)
- بيع القرن (1971-1983 ، 1989-1992 ، 1997-1998)
- اختبار صافرة غراي القديمة (1971-1987)
- The Two Ronnies (1971–1987 ، 1991 ، 1996 ، 2005)

## إنتهت في عام 1972
- كالان (1967–1972)
- من فضلك يا سيدي! (1968-1972)
- عائلة في الحرب (1970-1972)
- دومواتش (1970-1972)
- قلعة كوينيز (1970–1972)
- السيد بن (1970-1972 ، 2005)
- فئة بذاته (1971-1972)
- البادجي (1971-1972)
- المقنعون! (1971-1972)

## المواليد
- 4 يناير - شارلوت هدسون ، ممثلة إنجليزية
- 9 يناير - سارة بيني، مطورة عقارية ومقدمة برامج تلفزيونية
- 12 يناير - سيد أوين ، ممثل
- 915 يناير - كلوديا وينكلمان ، مقدمة تلفزيونية
- 23 يناير
  - هارييت سكوت ، مقدمة البرامج الإذاعية والتلفزيونية
  - ليزا سنودون ، عارضة أزياء إنجليزية وممثلة ومقدمة برامج تلفزيونية
- 10 فبراير - هيلين ويليتس، مقدمة الطقس في بي بي سي
- 19 فبراير - ليزا فولكنر ، ممثلة
- 22 فبراير - جو جيست، عارضة الأزياء والشخصية الإعلامية
- 24 فبراير - جيمس باتشمان ، ممثل كوميدي وممثل وكاتب
- 27 مارس - بن ريتشاردز، ممثل ( بيل )
- 22 أبريل - سارة باترسون، ممثلة
- 28 أبريل - أنيتا أناند، صحفية ومقدمة برامج تلفزيونية
- 3 مايو - كاتيا أدلر، صحفي إذاعي
- 19 مايو - أماندا دي كادينت، مقدمة برامج تلفزيونية، ممثلة ومصورة
- 20 مايو
  - ديزي مكاندرو، صحفية
  - تينا هوبلي، ممثلة
- 26 مايو - باتسي بالمر، ممثلة ومقدمة برامج تلفزيونية
- 4 يونيو - ديبرا ستيفنسون ، ممثلة
- 7 يوليو - ليزا ووكر ، الممثلة البريطانية
- 19 يوليو - أماندا لامب ، عارضة الأزياء ومقدمة البرامج التلفزيونية
- 7 أغسطس - سارة قاوود، مقدمة تلفزيونية
- 9 سبتمبر - ناتاشا كابلينسكي، قارئ أخبار
- 12 سبتمبر - جدعون إيمري ، ممثل
- 24 سبتمبر
  - كيت فليتوود ، ممثلة
  - فينتي ويليامز، ممثلة
- 29 سبتمبر - روبرت ويب ، ممثل كوميدي
- 22 أكتوبر - Saffron Burrows ، ممثلة وعارضة أزياء
- 2 نوفمبر - سامانثا ووماك ، ممثلة
- 6 نوفمبر - ثاندي نيوتن ، ممثلة
- 8 نوفمبر - بن هال، ممثل
- 14 ديسمبر - ميراندا هارت ، ممثلة كوميدية
- 18 ديسمبر - ميليسا بورتر ، مقدمة برامج تلفزيونية
- غير معروف - سارة تانسي، ممثلة ( نبضات القلب )

## حالات الوفاة
- 22 سبتمبر - فال بارنيل، 80 عامًا، تنفيذي ومقدم تلفزيوني، مدير مسرحي سابق
- 16 أكتوبر - Leo G. Carroll ، 85 ، ممثل ( The Man from UNCLE )